# Norman Pirie
Norman Wingate Pirie FRS (1 de julho de 1907 — 29 de março de 1997) foi um bioquímico e virologista britânico.
Descobriu, juntamente com Frederick Bawden, que um vírus pode ser cristalizado isolando o vírus do mosaico do tabaco, em 1936. Esta foi uma descoberta fundamental para o entendimento do DNA e RNA.
Lecionou em sua alma mater, Universidade de Cambridge, de 1932 a 1940. Posteriormente trabalhou na Estação Experimental de Rothamsted, tornando-se chefe do departamento de buioquímica em 1947.
Foi eleito Membro da Royal Society em 1949, apresentou em 1963 a Leeuwenhoek Lecture sobre "The size of small organisms" e foi laureado com a Medalha Copley de 1971.